# Нілус Петро Олександрович
Петро Олександрович Нілус (8 (20) лютого 1869, Подільська губернія, Російська імперія — 23 травня 1943, Париж, Франція) — український живописець, художній критик, з 1920 в еміграції у Франції.
Брат релігійного письменника-антисеміта Сергія Нілуса.

## Життєпис
Народився в батьківській садибі Бушени, у Подільської губернії.
З 1876 жив у Одесі, навчався в реальному училищі Петра і Павла.
У 1883–1889 навчався в Одеському художньому училищі у Кіріака Костанді. Продовжив навчання у Петербурзькій академії мистецтв у Іллі Рєпіна (1889-1890). Залишив її за порадою Іллі Рєпіна, який вважав, що вона підходить не для кожного таланту, оскільки декого вона просто стандартизує.
Виставляв свої роботи на виставках передвижників. Один із засновників Товариства південноросійських художників (1890) — молодшого брата Товариства художників-передвижників.
У 1920 в загальному потоці еміграції художник залишив країну. З 1924 мешкав у Парижі.
У 1924 Люксембурзький музей купує його картину «Концерт».
Провів особисту виставку в Одесі в 1915 і 11 виставок в еміграції.
Помер 23 травня 1943 у Парижі.

## Творчість
Роботи Петра Нілуса зберігаються в Національному художньому музеї України, в Одеському художньому музеї,, в обласному художньому музеї ім І. С. Крамського міста Воронеж, в Дніпропетровському Художньому музеї, у приватних колекціях.
У першій картині Нілуса, яку він зважився виставити на виставці місцевих художників «Хлопчик і гуси» (1890), і колористичне вирішення з перевагою фіолетової тональності, і навіть манера письма — все нагадувало роботи його вчителя Костанді. Проте після неї починається швидкий перехід до оригінальних і самобутніх творів. Роботу Нілуса «По знайомих» (1892), надіслану на передвижницьку виставку, захоплено зустріли, як критика, так і художня громадськість. Ігор Шаров зазначає, що у ній із великою переконливістю і художньою госторотою зображена стара надокучлива «благородна» жебрачка. Вона з хитруватим виглядом збирається подзвонити у двері до своїх чергових знайомих, вже передчуваючи їх незадоволення і в глибині душі, мабуть, радіючи цьому. Вона розуміє, як зневажливо ставляться до неї, але знає, що обов'язково обдарують, побоюючись її гострого язика, що здатен перекрутити будь-яку правду і вигадати неймовірну плітку. Весь зовнішній вигляд старенької, її поношений одяг, неприховане почуття власної значущості викликали у глядача посмішку і співчуття до одинокої людини.
У нього рано виробився свій живописний почерк, визначилося коло улюблених сюжетів і композиційних рішень. Дуже часто митець звертається до міської тематики. Ось деякі картини з того часу: трудівниці-швачки, які знемагають за нічною роботою без світла та радості «Білошвейна майстерня» (1890), стомлений блідий офіціант з виснаженим обличчям зіщулився у передпокої біля вішалки «Ранок. Біля окремого кабінету» (1898), у третьосортному трактирі два чоловіки в грубому поношеному одязі, постійні гості нічліжок, розважаються з маленьким собаченям «У трактирі» (1894). У творах Нілуса, навіть представники «дна» викликають співчуття і жалість, адже художник у кожній людині бачить її суть.
Наприкінці ХІХ ст. — на початку ХХ ст. Нілуса помітно захоплюють ліричні жанрові мотиви. Він зображує витончених молодих дам із мішкуватими і незграбними дачними кавалерами, сумні дівочі постаті на березі моря. Нілус, також, створює низку пейзажів, тішиться зеленувато-сріблястим, трохи примарним світлом місяця, передачею обережних, закрадливих нічних тіней, блимаючих у глибокій чорній пітьмі одиноких вогників.
Як художник, Нілус залишається на позиціях своєрідного романтизму. Його тонкі і пронизані ліризмом картини написані аквареллю. В останні роки життя Нілус створює різножанрові композиції «Нарциси перед дзеркалом» (1930), «Натюрморт з виноградом і лампою» (1931), «Вулиця Парижа» (1934), «Майдан Парижа» (1934), «Ракушки» (1934), «Куточки порту» (1936) та інші, сповнені щирості і задушевності.

## Основні твори
- «Білошвейна майстерня» (1890)
- «Лакей» (1892)
- «По знайомих» (1892) (ХХ Пересувна виставка)
- «Осінь» (1893)
- «У корчмі» (1894)
- «Босяк» (1895)
- «На бульварі» (1895)
- «На містках (Влітку)» (1898)
- «Купальні» (1899)
- «На сходах» (1901)
- «Перед вечором» (1902)
- «Посильний» (1902)
- «У майстерні художника» (1903)
- «Дачний кавалер»
- «На цвинтарі»
- «Рожева хмара»
- «У старі роки»
- «Портрет І. А. Буніна» (1918)[5]
- «Концерт» (1920?)
- «Дама в червоному» (1925)
- «Синій натюрморт з апельсинами» (1929)
- «Нарциси у дзеркала» (1931)
- «Великий натюрморт» (1932) (Біла серія)
- «В кафе»
- «Вулиця Парижа» (1934)
- «Куточок порту» (1936)
- «Вулиця Парижа після дощу» (1939)
- «Портрет оперного співака Антона Миколайовича Ніколаєва»[6]

## Твори
- Розповіді. М., 1910.
- На березі моря: Розповіді. М., 1918.
- Сашенька [Розповіді]. Одеса, 1918.
- Дуня [й інші оповідання]. Одеса, 1919.
- Місяць. Одеса, 1919.

## Галерея

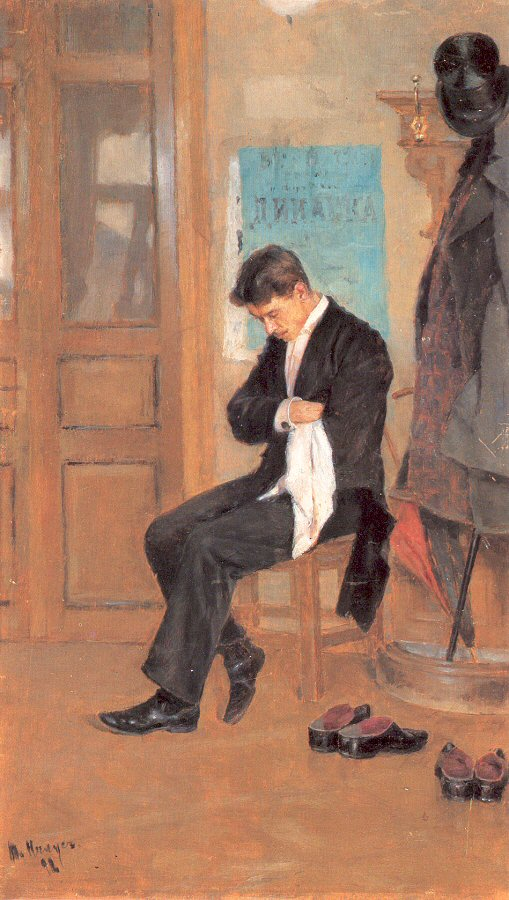
Лакей (Ранок). 1898
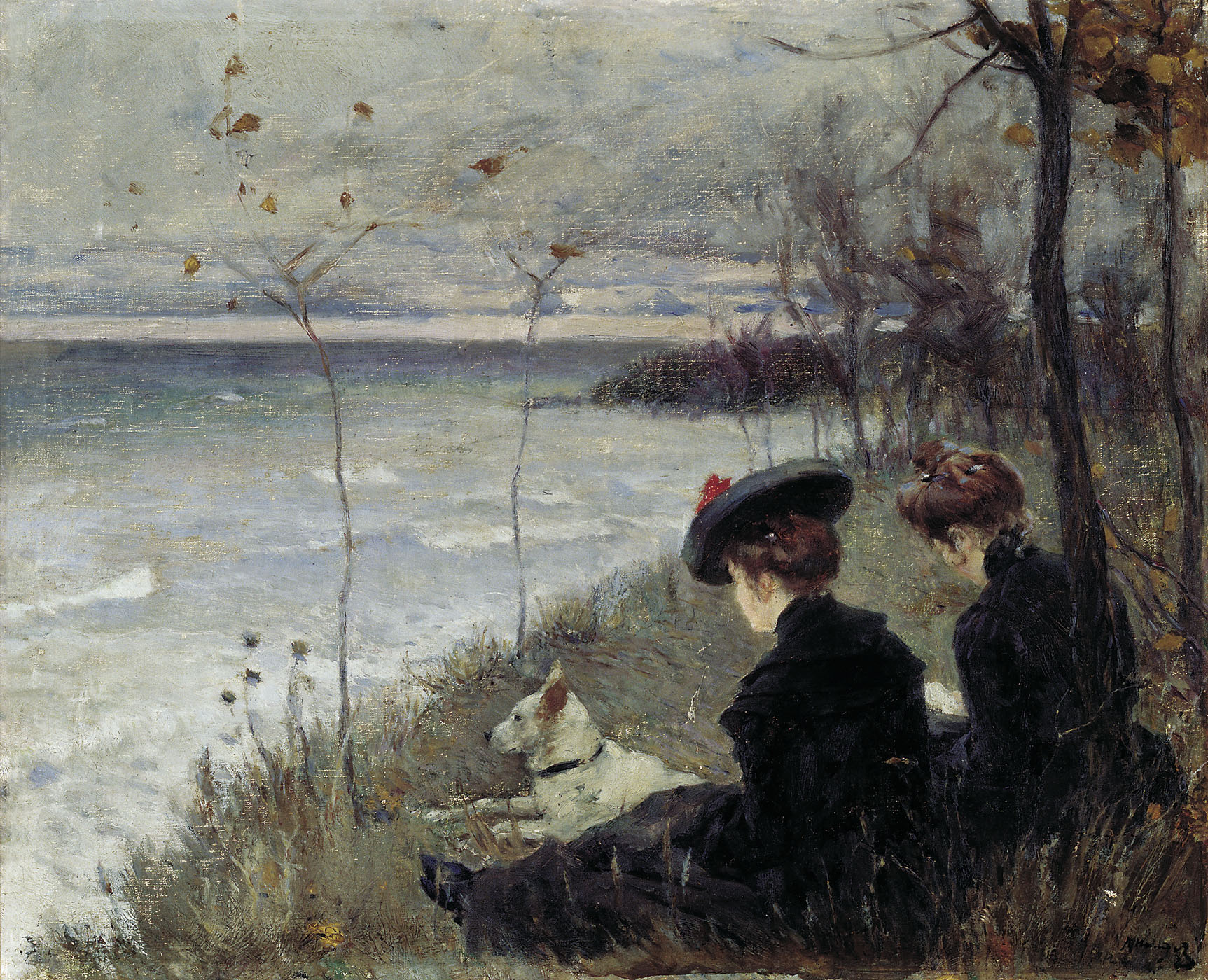
Осінь. 1893
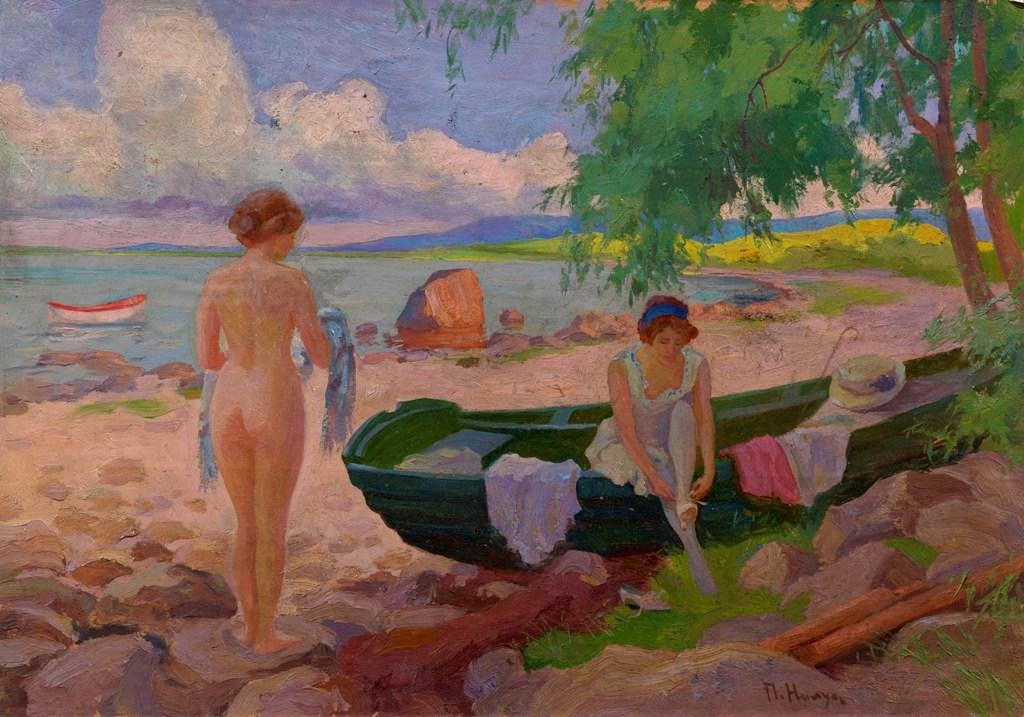
На пляжі
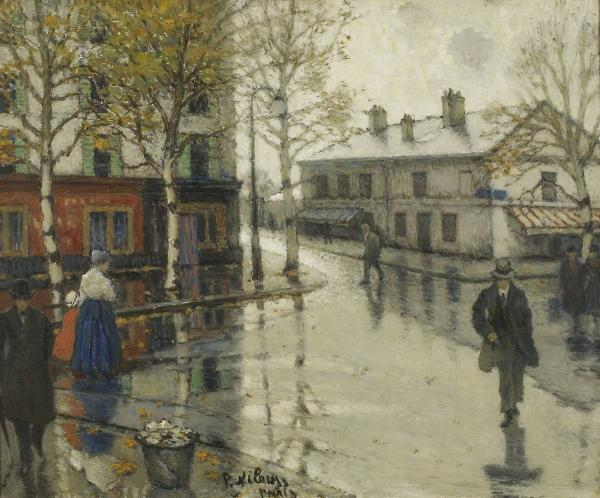
Після дощу
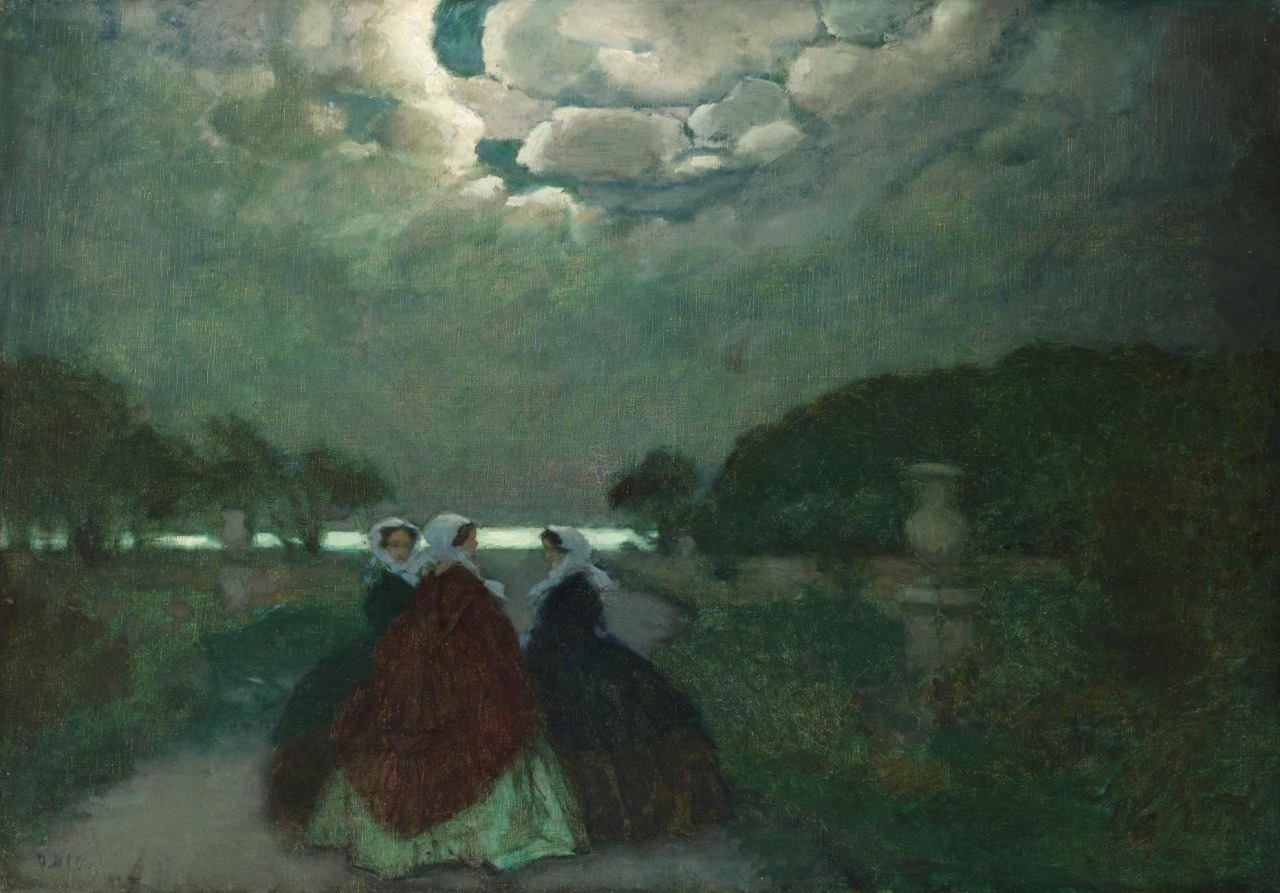
Три жінки у парку
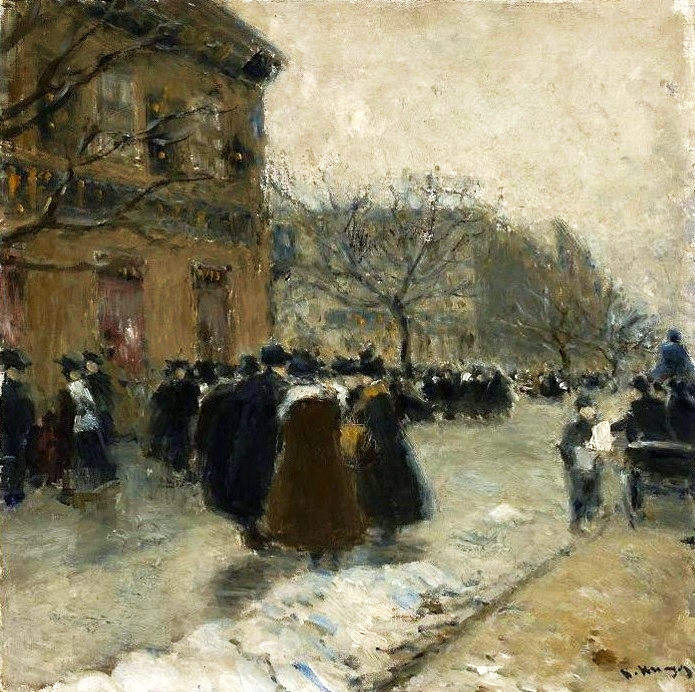
Вулиця
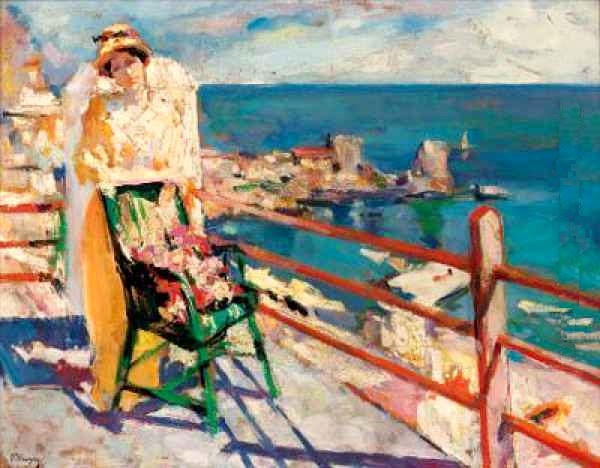
Дівчина на терасі дивиться на море
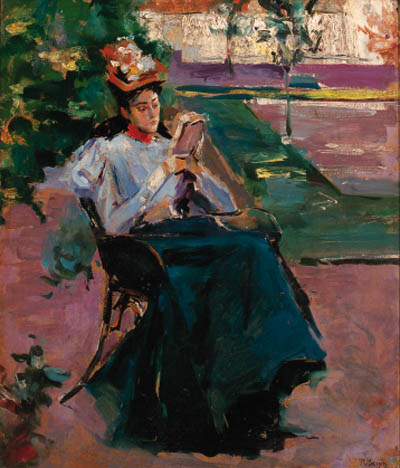
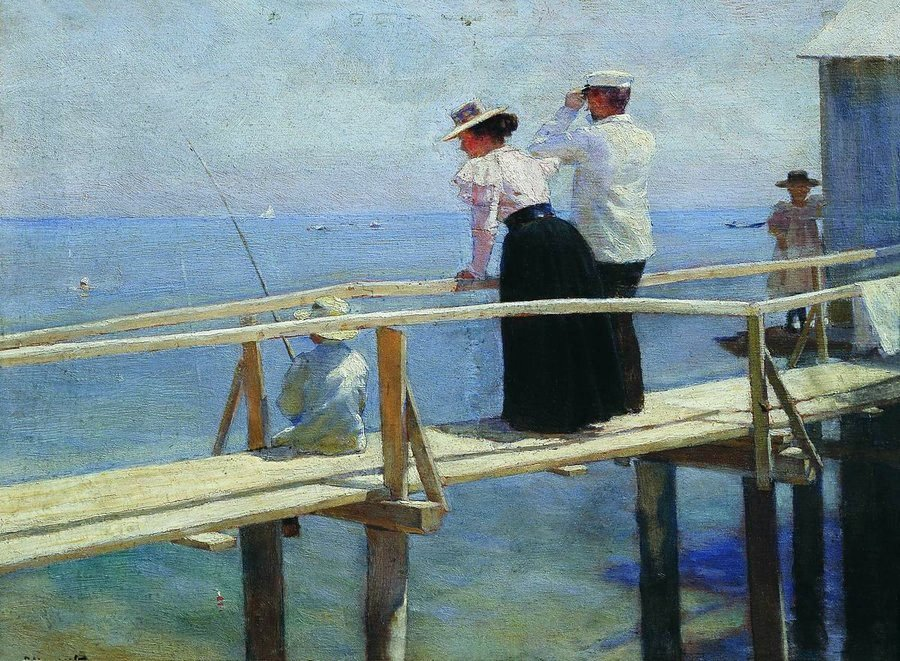
Міст
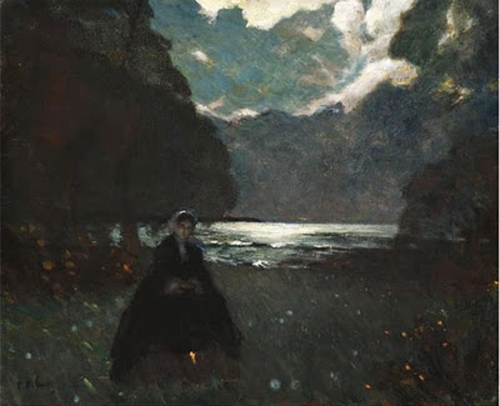
Прогулянка при місячному світлі
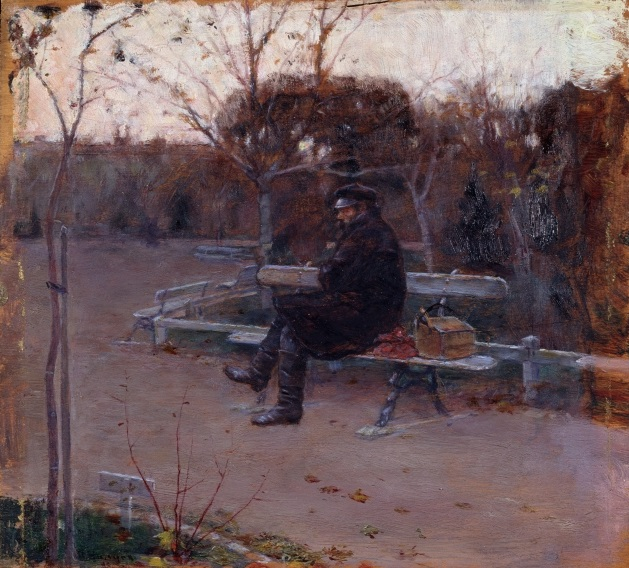
Парк
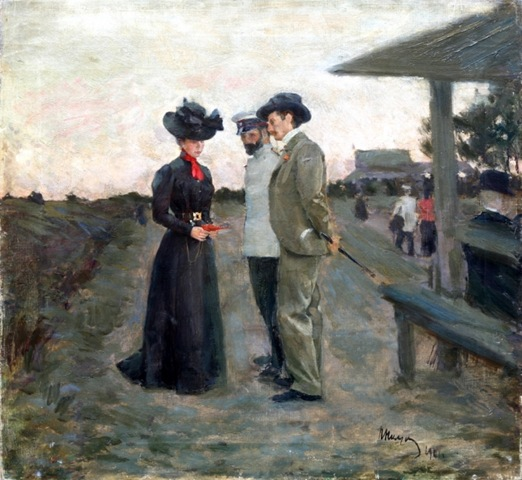
Розмова на вулиці
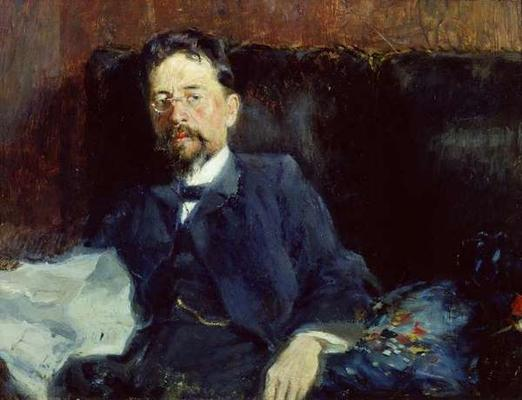
Антон Чехов
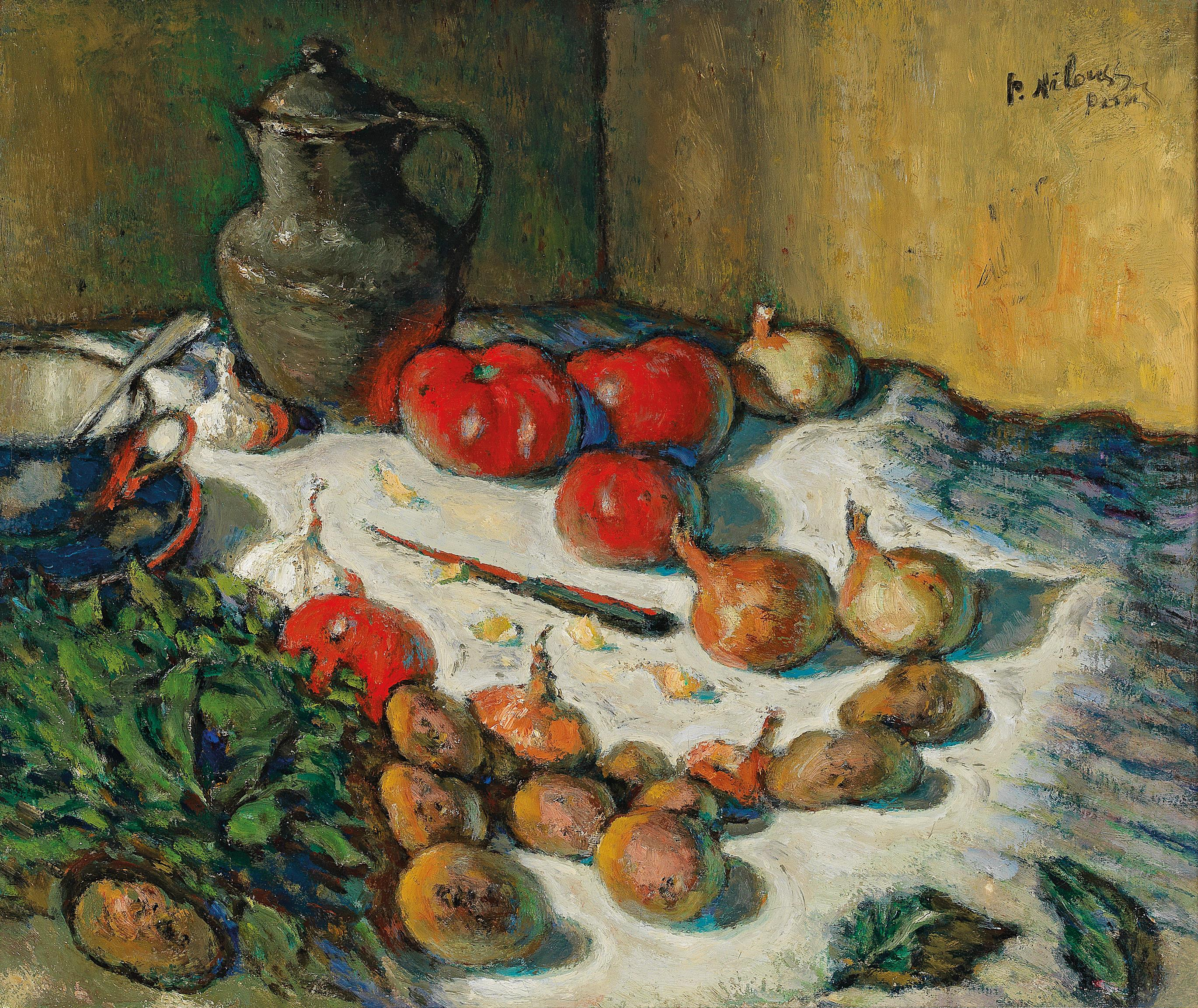
Овочі
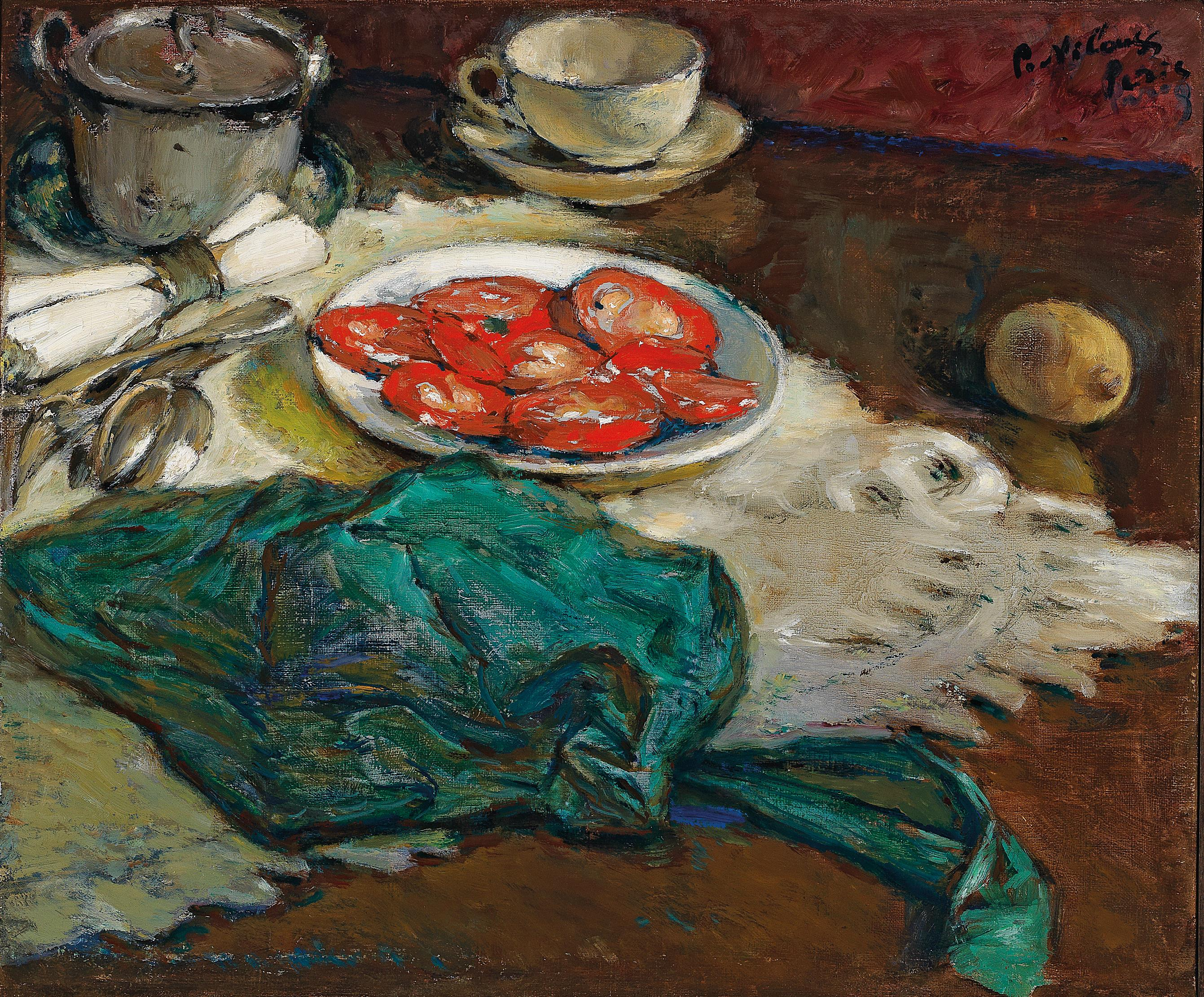
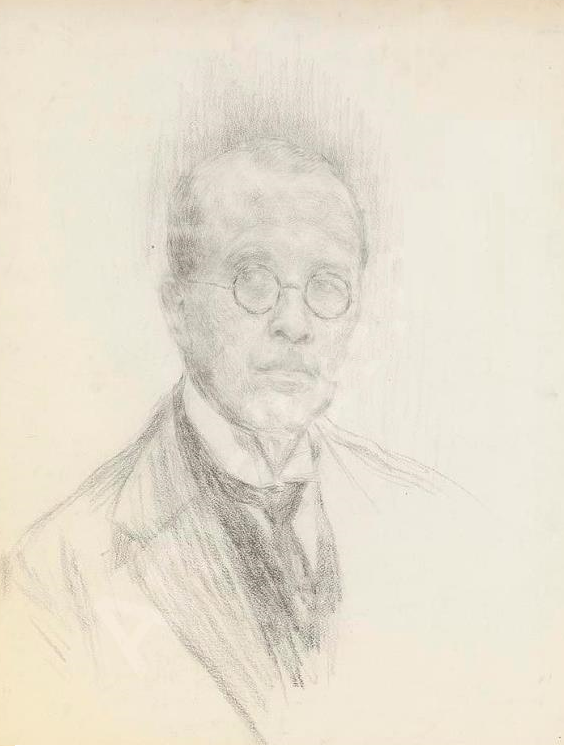
Самопортрет